# Philosophie der Renaissance und des Humanismus

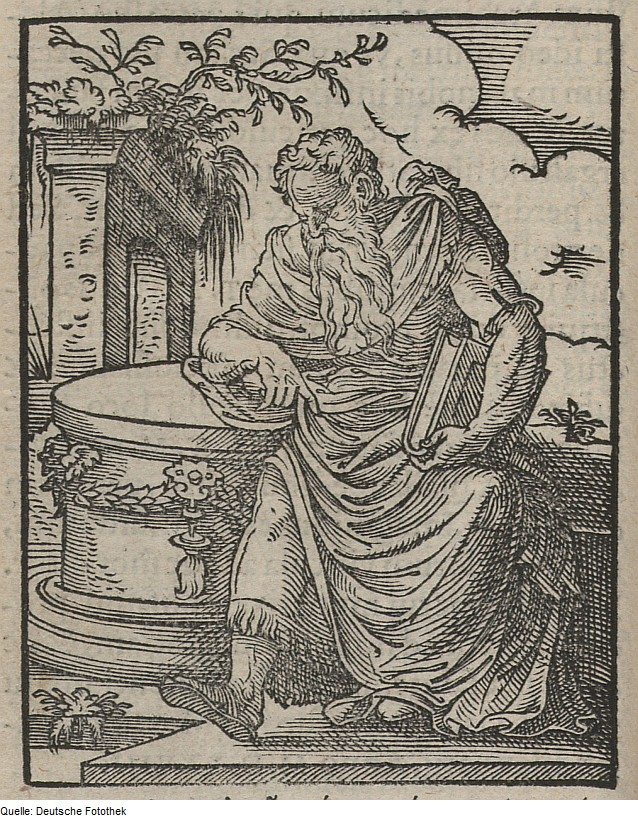
Der Philosoph im Ständebuch von 1568

Die Philosophie der Renaissance und des Humanismus als Epoche (ca. vor 1400 bis nach 1600) ist ein Abschnitt der Philosophiegeschichte, der als Übergang von der ganz unter dem Primat der Theologie stehenden Philosophie des Mittelalters zur Philosophie der Neuzeit angesehen werden kann.
Renaissance bedeutet Wiedergeburt. Die Periode wird so bezeichnet, weil die Texte der antiken griechischen und römischen Philosophen neu rezipiert wurden und zugleich eine Loslösung von den mittelalterlichen Schulen der Scholastik erfolgte. Die Philosophie der Renaissance und des Humanismus und damit die studia humanitatis war in ihrer Arbeitsweise noch ganz mittelalterlichen Traditionen verbunden, arbeitete also spekulativ und textbezogen, sie öffnete sich aber mehr und mehr auch bereits vorhandenen naturwissenschaftlichen Fragen und Methoden, die das beherrschende Thema der Philosophie der Neuzeit bilden werden. Eine besondere Bedeutung auch mit großem Einfluss auf die Philosophie dieser Epoche kommt der vor allem literarisch ausgerichteten Bildungsbewegung des Renaissance-Humanismus zu.

## Ausgangspunkte des neuen Denkens

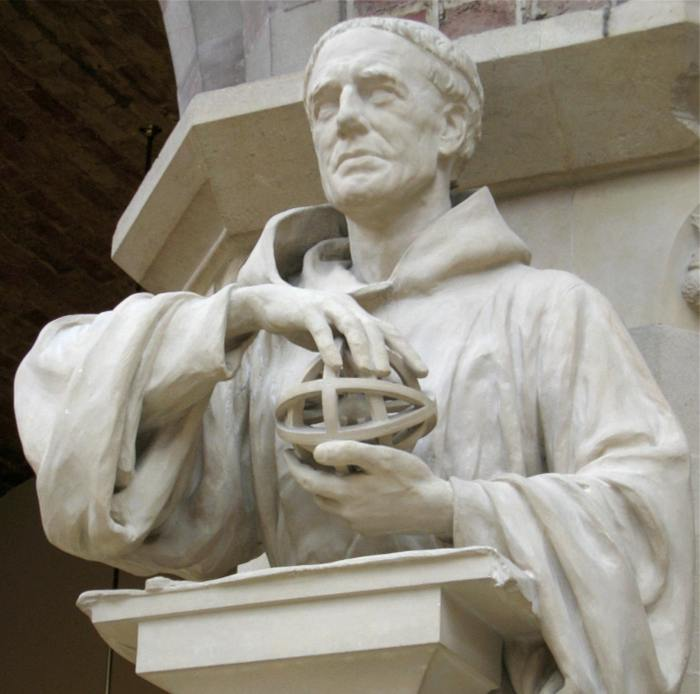
Roger Bacon

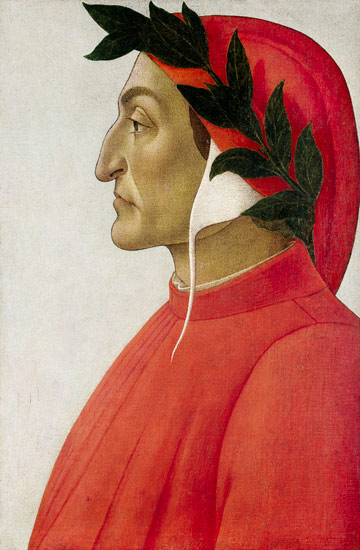
Dante Alighieri

Üblicherweise wird mit Renaissance die Zeit des 15. und 16. Jahrhunderts bezeichnet, wobei Anfänge und Ende der Periode darüber hinausreichen. Es ist eine Zeit des wirtschaftlichen Aufschwungs in den Städten und der großen Handelshäuser (Hanse, Fugger, Medici) und das Zeitalter der Entdeckungen. Es ist die Zeit, in der das Bürgertum immer mehr an Gewicht gewann und sich Bildung aneignete. Technische Neuerungen wie die Weiterentwicklung des Kompasses, das Schießpulver, Gewichtsräderuhren (ca. 1300) und Federzuguhren (ca. 1400), ein ausgeprägtes Wachstum im Erzbergbau wegen der Münzrechte, die die Landesherren aufgrund der goldenen Bulle Karls, des IV. erlangt hatten, und auch die Erfindung des Buchdrucks (ca. 1450) zeigen die ungeheure Aufbruchstimmung in dieser Zeit. Die zunehmende Schwäche der Kirche gegenüber dem Kaisertum tritt im päpstlichen Exil in Avignon (1309–1377), im großen Schisma (1378–1417) und in den darauf folgenden Konzilen von Konstanz und Basel zu Tage.
Die Wurzeln des Renaissancedenkens gehen bis ins 13. Jahrhundert zurück. Die Universitäten lösten in wachsender Zahl die Kloster- und Domschulen ab. Die Bildung verbreiterte sich und mit den Artes liberales auch das allgemeine philosophische Wissen. Bei den Philosophen trat Scotus (1266–1308) für eine schärfere Trennung von Glauben und Vernunft ein und stieß damit die Tür auf für die „via moderna“ des Nominalismus Ockhams (1285–1349). Als wichtige Neuerer hervorzuheben sind etwa Roger Bacon (1214–1294), nach dem Wissenschaft streng von Theologie zu trennen ist und empirisch mit Experimenten und Mathematik betrieben werden muss, Petrus Peregrinus, der als Erster die Polarität des Kompasses beschrieb, Dietrich von Freibergs (ca. 1245–1318) Erforschung des Regenbogens oder Marsilius von Padua (1275–1343), der in der Schrift Defensor Pacis (Verteidiger des Friedens) für eine republikanische Gesellschaft bis in die Kirche hinein eintrat und nach seiner Verurteilung durch den Papst ebenso wie Ockham bei Ludwig dem Bayern in München Schutz suchen musste. In einer Zeit immer stärker wachsender und von der Kirche immer unabhängiger werdender Städte Italiens waren es vor allem die Dichter und Künstler, die die Freiräume nutzten und eigenständige Sichtweisen auf die Welt entwickelten.
Bei den Dichtern zu nennen sind insbesondere der noch stark dem mittelalterlichen Denken verhaftete Dante Alighieri (1265–1321) mit seiner Göttlichen Komödie und seiner staatsphilosophischen Schrift Monarchia, Petrarca (1304–1374), der als Schriftsteller des Humanismus der Scholastik und dem Aristotelismus kritisch gegenüberstand (Über seine und viele anderer Unwissenheit), und dessen Florentiner Freund Boccaccio (1313–1375), der als Begründer der italienischen Novelle gilt.
Wichtig für die Entwicklung in Florenz war auch Coluccio Salutati (1331–1406), der mit Petrarca persönlich bekannt war, intensive Kenntnisse der römischen Literatur hatte und als Kanzler für einen Humanismus und die bürgerliche Freiheit eintrat. Unter anderem richtete Salutati einen Lehrstuhl für griechische Sprache ein. Sein Schüler Leonardo Bruni (1369–1444) war zugleich sein Nachfolger. Bruni wurde bekannt durch Übersetzungen von Platon, Aristoteles und anderen griechischen Philosophen und verfasste selbst literarische Texte. Spätere bekannte Renaissance-Schriftsteller sind Torquato Tasso (1544–1594), François Rabelais (1494–1553), Erasmus von Rotterdam (1466–1536) und Philipp Melanchthon (1497–1560) und nicht zuletzt William Shakespeare.

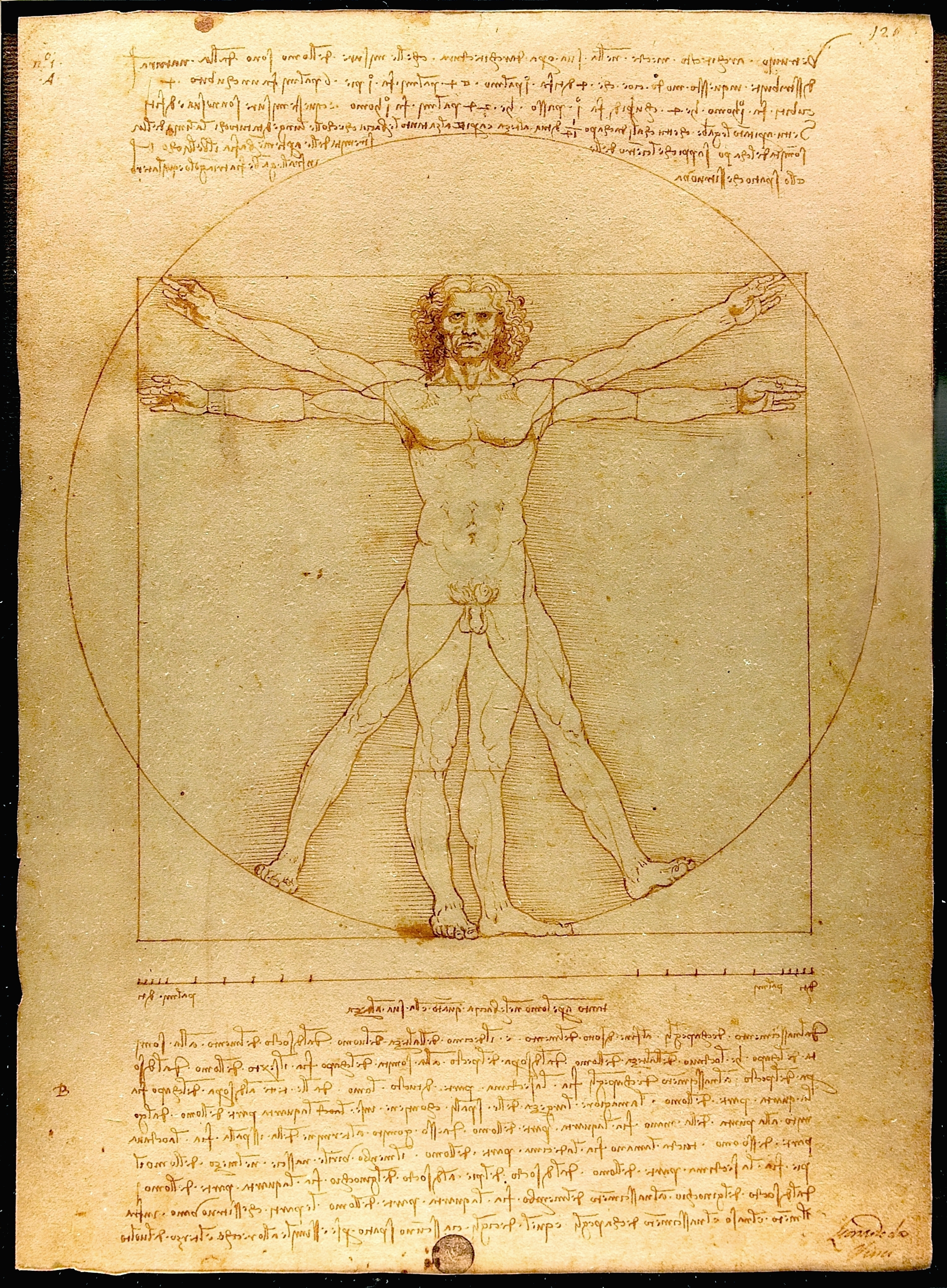
Leonardo da Vincis Homo ad circulum

In der Kunst berühmt geworden sind u. a. als Vorreiter der mit Dante befreundete Maler Giotto (1267–1337), der mit seinen großen freistehenden Bronzestatuen herausragende Bildhauer Donatello (1386–1466), der für seine Allegorien und Gemälde griechischer Mythologien berühmte Maler Sandro Botticelli (1445–1510), das Universalgenie Leonardo da Vinci (1452–1519), der nicht nur in der Kunst, sondern auch in der Technik, der Architektur, der Anatomie und anderen Gebieten Herausragendes leistete; weiterhin Hans Holbein (1465–1524), Albrecht Dürer (1471–1528), Michelangelo Buonarroti (1475–1564), Tizian (1477–1576) oder Raffael (1483–1520). Sie alle verband das Ideal der Vereinigung von Antike und Natur, das sie zu immer stärker naturalistischen Darstellungen führte.

## Bedeutende Philosophen

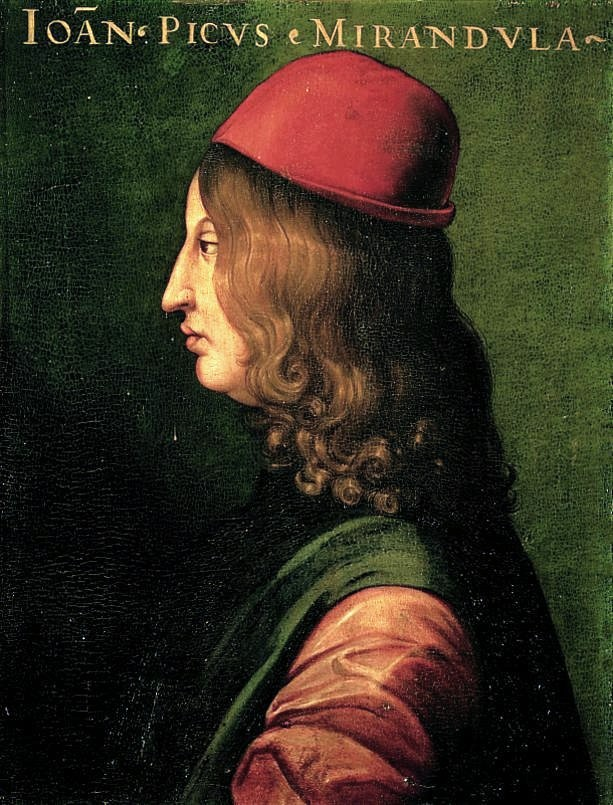
Pico della Mirandola gemalt von Cristofano dell’Altissimo

Es war auch das republikanische Florentiner Umfeld der Medici, in dem es zur Lösung vom scholastischen Aristotelismus kam, als der aus Byzanz im Zuge des Konzils von Ferrara nach Florenz gekommene Georgios Gemistos Plethon (1355–1452), ein begeisterter Anhänger und Übersetzer Platons, dort Einfluss gewann. Sein Schüler war Marsilio Ficino (1433–1499), Sohn des Leibarztes von Cosimo de Medici, der sich insbesondere durch Platon-Übersetzungen auszeichnete. Ficino versuchte platonische und neuplatonische Gedanken mit den christlichen Lehren zu verbinden und vertrat die Auffassung, dass in der Ähnlichkeit beider Gedankenwelten zum Ausdruck komme, dass es ewige Glaubenswahrheiten gibt (Natürliche Theologie). Die Seele strebt nach Ficino danach, in das Geistige, Göttliche, aufzusteigen. Wille und Liebe als Ausdruck des Willens dienen dabei als maßgebliche Triebkräfte. Als Schüler Plethons war auch Bessarion (1403–1472) nach Italien übergesiedelt und hatte nach Übertritt zur lateinischen Kirche und Ernennung zum Kardinal mit einer umfangreichen Bibliothek einen wichtigen Anteil an der Erschließung Platons und weiterer antiker griechischer Texte. Sein Anliegen war die Verbindung platonischer und aristotelischer Gedanken mit dem christlichen Glauben. Pico della Mirandola (1463–1494) trat für die Würde des Menschen ein, die vor allem in der Bildung liege. Gott habe die Welt geschaffen, wirke aber nicht in sie hinein, so dass der Mensch die Natur sich selbst erschließen muss. Pico plädierte für eine Einigung von Griechentum, Christentum und Judentum. Seine 900 Thesen, die er in Rom zur Disputation stellte, wurden vom Papst verboten und er entging der Inquisition nur durch den Schutz der Medici, durch die er über Paris nach Florenz gelangte. Anders als viele andere Renaissance-Humanisten erachtete Pico den Gehalt philosophischer Lehren für wichtiger als die ästhetisch schöne Form.

Nikolaus von Kues

Eine Sonderrolle spielte Nikolaus von Kues (Cusanus) (1401–1464), der mit einer besonderen Neigung für die Mathematik und die Naturwissenschaften als Kardinal und Bischof von Brixen bereits sehr früh Gedanken im Bereich der Erkenntnislehre formulierte, wie sie erst viel später bei Kant neu formuliert wurden. So waren für ihn die Mathematisierung der Gegenstände der Erfahrung Ergebnis der Deutungen des Menschen, die dieser mit seinem eigenen Denken erzeugt. Damit wird die Wirklichkeit durch den Menschen geschaffen und existiert nicht unabhängig von ihm. Der Mensch ist das Maß aller Dinge, weil er mit seinem Geist alle Dinge in begriffliches Sein verwandelt. In der Hierarchie der Geschöpfe Gottes steht der Mensch an erster Stelle: „Die menschliche Natur aber ist jene, die über alle Werke Gottes erhöht und nur ein wenig unter die Engel erniedrigt ist, die geistige und sinnliche Natur einfaltet und alles-insgesamt in sich zusammenzieht, so daß sie von den Alten verständig Mikrokosmos oder kleine Welt genannt wurde.“ (De docta ignorantia III 3) Auch die Auffassung der räumlich-zeitlichen Unendlichkeit des Universums findet sich bereits bei Cusanus. Gott als Einheit des Unendlichen spiegelt sich wider im Zusammenfallen des Gegensätzlichen (endlich – unendlich) in der Vernunft (coincidentia oppositorum).
Mit Lorenzo Valla (1407–1457) gab es auch in Italien in der Nachfolge Petrarcas einen bekannten Humanisten, der durch den gemeinsam mit Cusanus geführten Nachweis, dass die Konstantinische Schenkung ein Betrug war, berühmt wurde. Bei Valla, der im Lateran das Amt eines apostolischen Scriptors bekleidete, standen Fragen nach der Freiheit des menschlichen Willens und nach dem höchsten Gut im Vordergrund. Er bemühte sich vor allem um die Wiederbelebung Ciceros und bewertete dabei auch die Lust positiv.

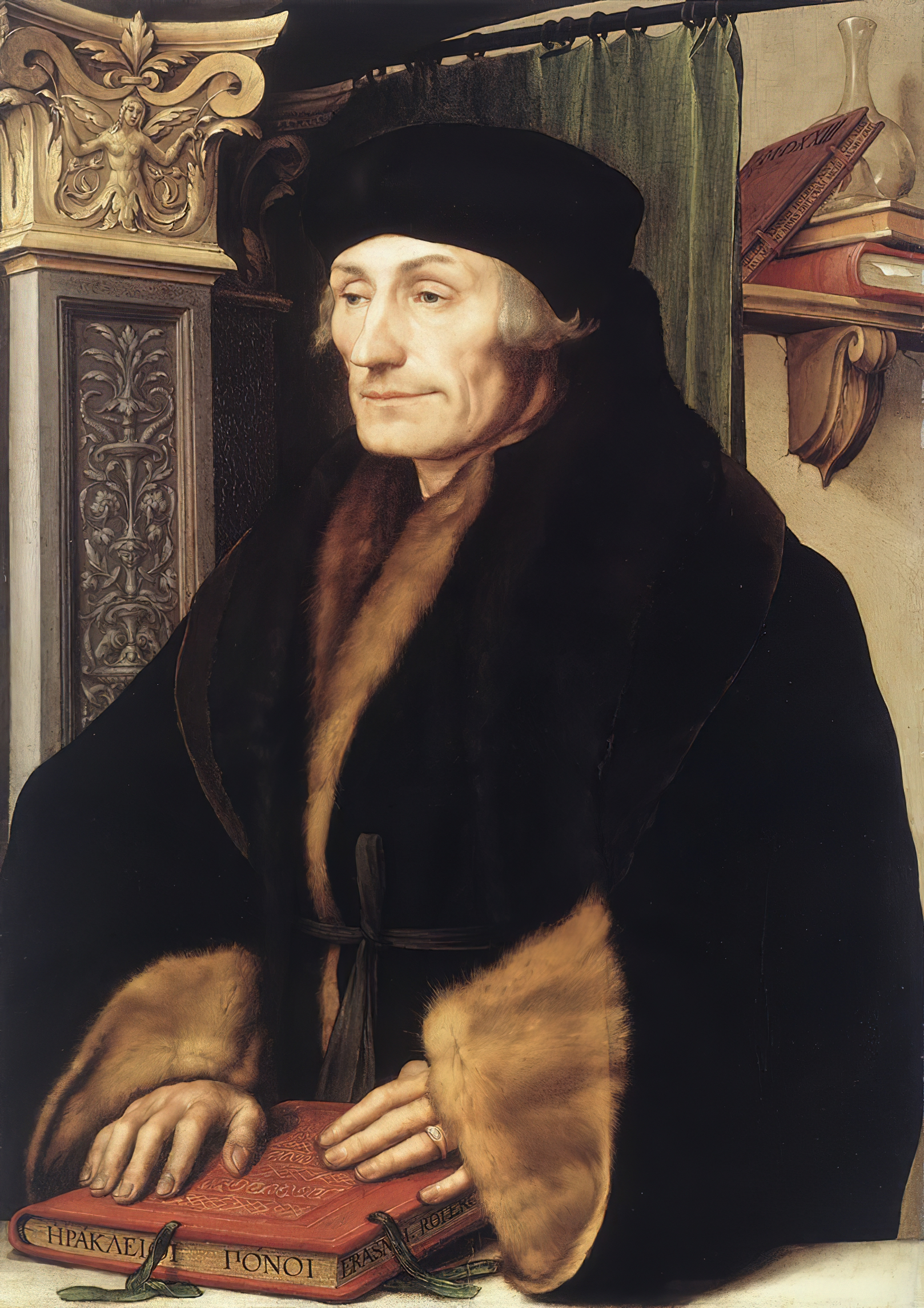
Erasmus von Rotterdam

Der Humanismus hatte auch nördlich der Alpen bedeutende Vertreter. Rudolf Agricola (1443–1483), Humanist und Pädagoge, nahm mit seiner Schrift Über die dialektische Denkmethode Einfluss auf die Rhetorik, indem er forderte, dass Argumente nicht nur wahr, sondern auch vernünftig nachvollziehbar sein müssten. Gabriel Biel (1415–1495) stand der Scholastik noch sehr nahe, entwickelte aber fortschrittliche Ideen zur Ökonomie und zum gerechten Preis. Johannes Reuchlin (1455–1522), Schüler Angelo Polizianos und durch Nikolaus von Kues beeinflusst, war ein Vertreter des Renaissance-Platonismus. Er lehrte an den Universitäten Ingolstadt und Tübingen und trat als Gegner Luthers auf. Dabei geriet er in Konflikt mit dem Papst, weil er sich gegen das Verbot jüdischer Bücher einsetzte. Juan Luis Vives (1492–1540), der in der Wissenschaft einen Fortschritt des Christentums sah, setzte sich für eine an den modernen Naturerkenntnissen ausgerichtete Erziehung ein. Die herausragende Persönlichkeit des nördlichen Renaissance-Humanismus war Desiderius Erasmus von Rotterdam (1466–1536), ebenfalls ein Gegner Luthers, den er für maßlos hielt. Er stand mit der platonischen Akademie in Florenz in Kontakt, war mit Thomas Morus (1478–1535) gut bekannt und trat für religiöse Toleranz, eine Ächtung von Nationalismus und Krieg sowie eine auf antiken und christlichen Grundlagen aufbauende Bildung ein. Im Gegensatz zu ihm und auch zu Luther, mit dem er gleichwohl eng verbunden war, suchte Philipp Melanchthon (1497–1560) die Grundgedanken der Reformation mit der Philosophie des Aristoteles zu verbinden, um einen Ausgleich zwischen Vernunft und Offenbarung zu schaffen. Für die Auffindung neuer Erkenntnisse mit einer von Aristoteles abweichenden Logik trat in Frankreich Petrus Ramus (1517–1572) ein, der in der Bartholomäusnacht ermordet wurde. Für den Arzt Paracelsus (1493–1541) gilt eher das Prädikat Mystiker, doch hat er auch auf die Naturphilosophie Einfluss. Ähnliches gilt auch für Jakob Böhme (1575–1624), für den Gott als Leben, Kraft und Wille erscheint und der seine hohe Bekanntheit seinem Eintreten für die individuelle Freiheit und der Betonung des freien Willens zu verdanken hat.
Zu den eher literarischen Vertretern der Renaissance kann man den Freidenker Michel de Montaigne (1533–1592) zählen, der in seinen auch heute noch inhaltlich interessanten und sprachlich beeindruckenden Essays eine eher skeptische Grundhaltung gegenüber der Vernunft und dem Wissen vertrat. Er befasste sich mit einer Vielzahl von Themen wie Literatur, Philosophie, Sittlichkeit oder Erziehung. Dabei folgte er der Stoa in der Geringschätzung von Äußerlichkeiten. Er äußerte sich kritisch gegen Wissenschaftsaberglauben, jegliche Dogmen und die menschliche Überheblichkeit gegenüber anderen Naturgeschöpfen. Sein Schüler Pierre Charron (1541–1603) ist insbesondere durch sein moralphilosophisches Werk bekannt. Der aus Portugal stammende und in Frankreich lebende Francisco Sanches (1550–1623) vertrat in kritischer Distanz zum Aristotelismus einen pragmatischen Skeptizismus.

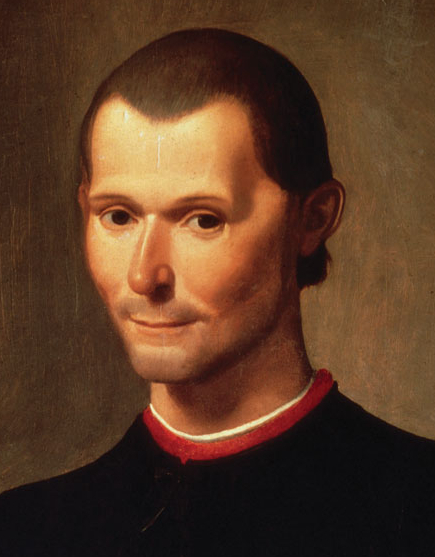
Niccolò Machiavelli

Auch die politische Philosophie kam in der Renaissance in Bewegung. Als Vorläufer mit einer sehr eigenständigen Betrachtungsweise ist Niccolò Machiavelli (1469–1527) anzusehen, der während des Exils der Medici (1494–1512) in Florenz als politischer Berater wirkte. Er entwickelte ein eher skeptisches Bild des Menschen, der für ihn vorrangig an seinen Bedürfnissen und Wünschen orientiert ist und weniger humanistischen Idealen folgt. Nach seiner Hauptthese ist die Ausübung politischer Herrschaft nicht unter dem moralischen, sondern unter dem Nützlichkeitsaspekt zu beurteilen. Für die Republik sieht er drei Staatszwecke: Freiheit der Bürger, Größe und Gemeinwohl. Ganz anders entwickelte der Politiker und Humanist Thomas Morus (1478–1535) im utopischen Roman „Über die beste Verfassung des Gemeinwesens und über die neue Insel Utopia“ seine Idee von einem säkularen Staat ohne Privateigentum, in dem Bildung und Arbeit als Gemeinschaftsaufgaben für alle verpflichtend sein sollten. Als Lordkanzler unterstützte er die Gegenreformation und wurde durch Heinrich VIII. hingerichtet.

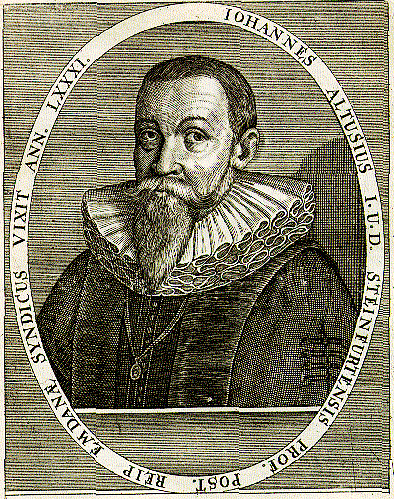
Johannes Althusius

John Fortescue (1394–1476), 1442 oberster Richter des königlichen Gerichtshofs, vertrat die Auffassung, dass die Autorität des Königs auf öffentlicher Zustimmung beruhen soll, und wendete sich damit gegen ein Königtum von Gottes Gnaden. Für die Einführung des Begriffs der Souveränität in der Staatslehre steht Jean Bodin (1530–1596). Für ihn ist das Recht in der menschlichen Natur, wie sie von Gott gegeben ist, begründet. Bodin kannte noch keine Theorie des Staatsvertrages. Allein der Souverän (ob das Volk, ein Stand oder ein König, bleibt offen) ist berechtigt, Gesetze zu erlassen. Diese Argumentation ist noch mit dem uneingeschränkten Absolutismus vereinbar. Der Schotte George Buchanan (1506–1582) schließlich vertrat das Prinzip der Volkssouveränität bis hin zum Widerstandsrecht, wenn ein absoluter Herrscher gegen die Interessen der Volksgemeinschaft verstößt. Ähnlich auch die Position des Calvinisten Johannes Althusius (1557–1638), für den das Volk politisch wie religiös autonom war und der Staat auf einem föderalistischen Gesellschaftsvertrag beruht. Eine direkte Ablehnung der uneingeschränkten Herrschergewalt durch einen Monarchen erfolgte durch die calvinistisch geprägten Monarchomachen wie Franciscus Hotomanus, Philippe Duplessis-Mornay oder Juan de Mariana. Der Spanier Francisco Suárez (1548–1617), bedeutendster Vertreter der Schule von Salamanca, wird oft noch der Spätscholastik zugerechnet, betonte jedoch die Freiheit des Einzelnen und vertrat auch die Idee des Naturrechts und des Staatsvertrages. Als Begründer des Völkerrechts gilt der Niederländer Hugo Grotius (1583–1645), der in seinem Werk De jure belli ac pacis („Über das Recht des Krieges und des Friedens“) nicht nur Regeln für internationale Beziehungen in Krieg und Frieden vorschlug, sondern in Anlehnung an die spanischen Lehren auch eine Theorie des Naturrechts entwickelte, das durch das positive Recht in die Praxis umgesetzt wird.

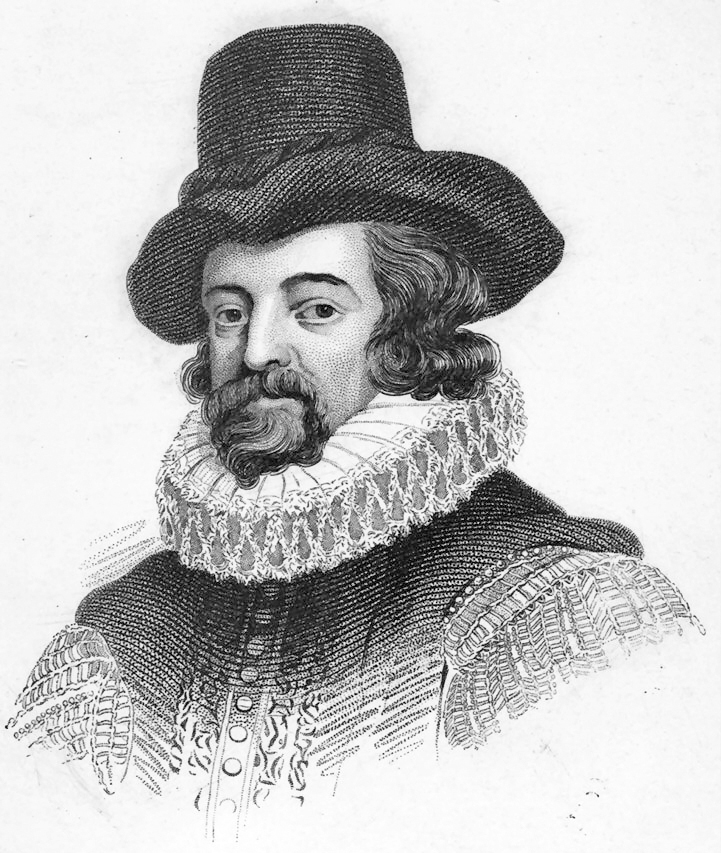
Francis Bacon

Francis Bacon (1561–1626) war ein englischer Philosoph und Staatsmann. Er gilt als Wegbereiter des Empirismus. Der Ausspruch „Wissen ist Macht“ wird ihm zugeschrieben.
Nach Bacon sei das Ziel der Wissenschaft die Naturbeherrschung im Interesse des Fortschritts. Der Mensch könne die Natur jedoch nur dann beherrschen, wenn er sie kenne. Das Ziel naturwissenschaftlichen Erkennens jedoch werde vom Philosophen bestimmt, der müsse auch die allgemein verbindlichen Methoden finden.
Neben seiner Untersuchung der idola waren folgende zwei Schlussfolgerungen Bacons besonders fruchtbar: erstens genüge es nicht, eine durch Induktion gewonnene Schlussfolgerung zu akzeptieren. Vielmehr müsse der Forscher die negativen Instanzen mit besonderer Sorgfalt prüfen; das sind die Fälle, die eine Ausnahme von einer bisher gültigen Regel belegen. Denn: in der Philosophie genügt bereits ein einziges Gegenbeispiel, die (angeblich bereits bewiesene) Wahrheit einer Folgerung zu widerlegen (damit hatte er das Falsifikationsprinzip formuliert). Zweitens war Bacon davon überzeugt, dass menschliches Wissen kumulativ ist. Damit hatte er sich von der Ansicht der Scholastiker befreit, die meinten, alles, was der Mensch wissen könne, sei bereits in der Heiligen Schrift bzw. den Werken des Aristoteles enthalten.
Als überzeugter Gegner spitzfindiger Diskussionen, die keine neuen Erkenntnisse bringen konnten, setzte er auf eingehende Naturbeobachtung und das Experiment – Empirie also. Wissenschaftlich brauchbare Beobachtungen mussten für ihn wiederholbar sein. Aus ebendiesem Grunde war Bacon auch gegenüber der Intuition voreingenommen: intuitiv bzw. durch Analogieschlüsse gewonnene Erkenntnisse gehörten nicht zu seinem Weltbild als Empiriker.

## Reformation

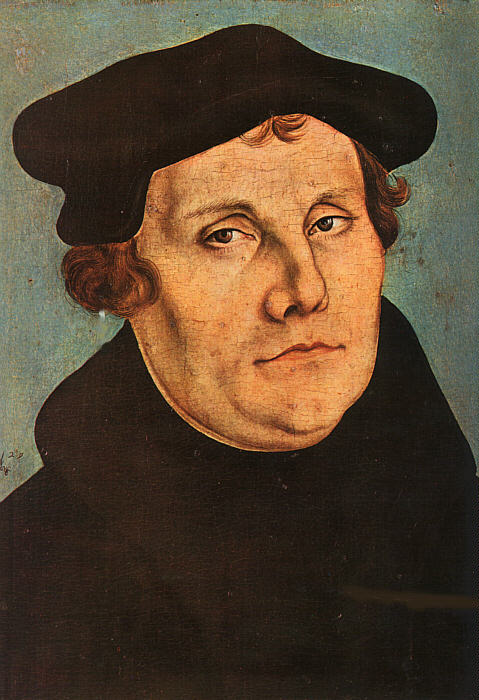
Martin Luther

Die durch die Verkrustung der Kirche in der Scholastik ausgelöste Diskussion um ihre Reformbedürftigkeit führte trotz der Reformkonzile (Basel, Konstanz) unter der Überschrift „Zurück zur Schrift“ zur Reformation. Sie war nicht mit einer eigenständigen philosophischen Bewegung verbunden, sondern stand wie der Humanismus für die Erneuerung des Denkens unter Betonung der Rolle des Einzelnen. Nicht mehr die Gebote des Papstes, sondern der individuelle Glaube wurden zum Maßstab. Vorläufer waren Wycliff (1330–1384), der die Sakramente in Frage gestellt und sich gegen die kirchliche Hierarchie gewandt hatte, und Jan Hus (1369–1415), der aufgrund ähnlicher Ansichten als Ketzer verbrannt worden war. Zum endgültigen Bruch kam es mit Martin Luther (1483–1546), Ulrich Zwingli (1484–1531) und Johannes Calvin (1509–1564). In Basel wirkte Johannes Oekolampad, in Straßburg Wolfgang Capito. Religiöse Riten wie Wallfahrten, Kasteiungen u. ä. wurden ebenso abgelehnt wie Ablassbriefe und Ämterkauf. Was allein zählte, war das Wort, durch das der Mensch zu Gott findet. Dies war das Motiv zur wirkungsmächtigen Bibelübersetzung. Wenn überhaupt, so stand Luther in der Tradition Augustinus’ und lehnte die an Aristoteles orientierte scholastische Philosophie als Stütze der päpstlichen Regentschaft ab. Trotz dieser großen Distanz zur Philosophie und der modernen Naturwissenschaft trug die Reformation doch wesentlich zur geistigen Erneuerung und zum Machtverfall der Kirche bei mit der Folge einer Säkularisierung von Schulen und Universitäten. Die Bauernkriege (1525) haben diesen Effekt noch verstärkt, da der Sieg der Fürsten ihre Position weiter festigte. Diese Tendenz konnte auch nicht mehr durch die innere Reinigung der Kirche (Katholische Reform) im Vorfeld beziehungsweise im Zuge der Gegenreformation aufgehalten werden. Die in der Reformation vorangetriebene Individualisierung des Glaubens machte in der frühen Neuzeit die weitere Säkularisierung der Philosophie und die Entwicklung deistischer Gedanken möglich.

## Philosophie und Naturwissenschaften

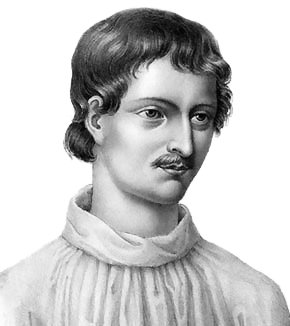
Giordano Bruno

Der Portugiese Alvarus Thomaz knüpfte an die Oxforder Kalkulatoren des Merton College an und befasste sich vor allem mit Fragen der Bewegung und der Veränderung. Den Übergang in die neue Zeit weisen auch sehr deutlich die italienischen Naturphilosophen Girolamo Cardano (1501–1576), Mediziner und Mathematiker, bekannt durch das von ihm erfundene Kardangelenk, im Alter von der Inquisition unter Lehrverbot gestellt, Bernardo Telesio (1509–1588), Francesco Patrizi (1529–1597), Lehrer für platonische Philosophie an der Universität von Rom und Tommaso Campanella (1568–1639), der wegen seiner reformatorischen Ideen von der Inquisition 27 Jahre im Kerker verbrachte. In seinem utopischen Staatsentwurf Der Sonnenstaat regiert ein Priesterkönig (Sol) zusammen mit den drei Fürsten Pon (potestas – für das Heer zuständig), Sin (sapientia – Wissenschaft) und Mor (amor – Erziehung). Alle Menschen in diesem Staat sind gleich und haben ein fest geregeltes Leben. Beeinflusst von Nikolaus von Kues und dem pantheistischen Denken seiner Zeit lehrte Giordano Bruno (1548–1600) die Unendlichkeit des Universums. Gott ist das Größte und das Kleinste, Möglichkeit und Wirklichkeit in Einem. Gott steht nicht außerhalb, sondern in der Welt. Die Natur selbst ist göttlich und im ewigen Wandel, Gott ist das Prinzip des ewigen Wandels und für die menschliche Vernunft nicht anders als mittelbar in der Natur erkennbar. Daher ist auch die Fleischwerdung Gottes nicht möglich. Diese auf einen Pantheismus hinauslaufenden Ideen führten zur Verhaftung durch die Inquisition und nach siebenjähriger Haft zur Hinrichtung auf dem Scheiterhaufen.

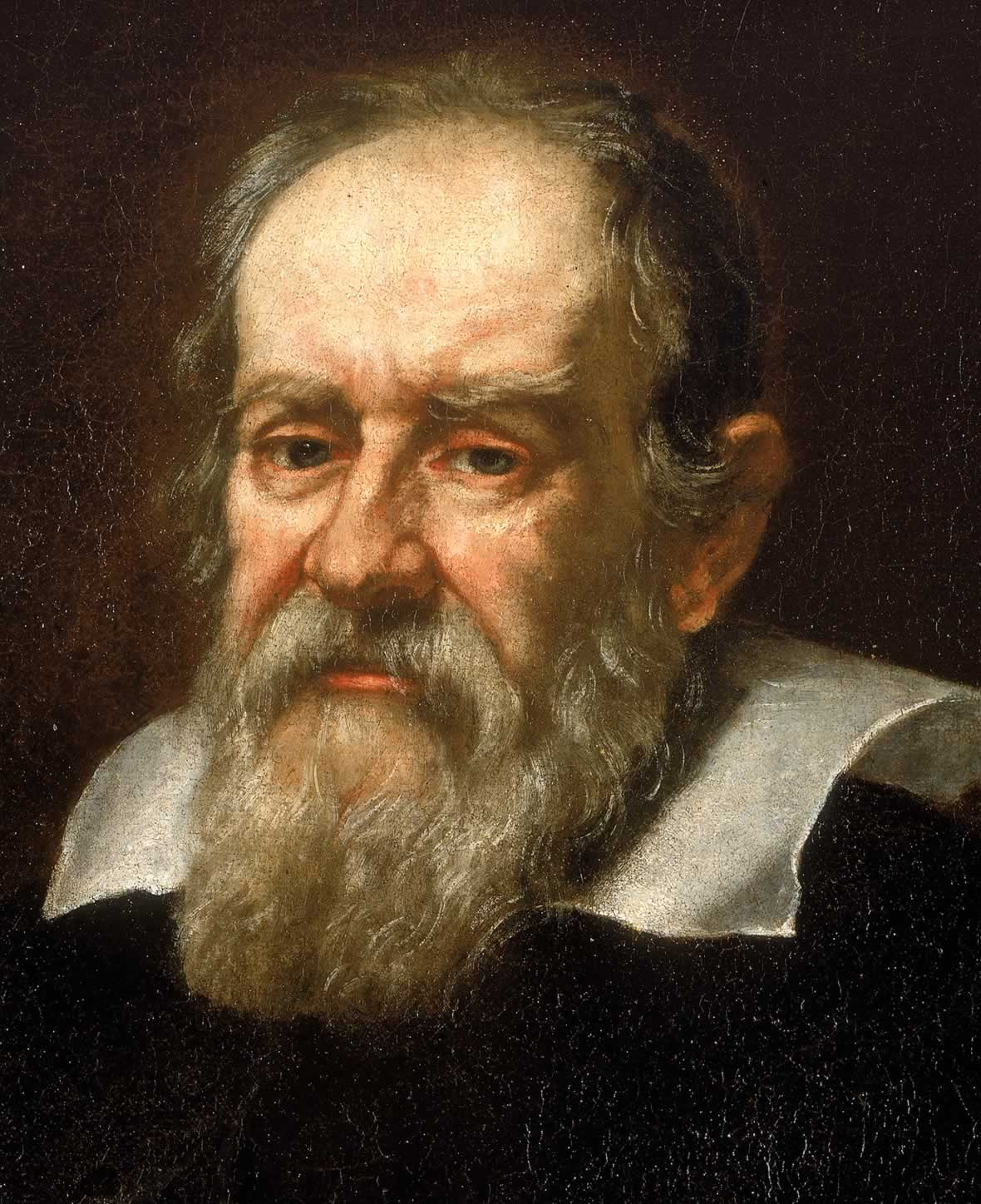
Galileo Galilei

Weniger philosophisch orientiert als durch seine naturwissenschaftlichen Leistungen bekannt ist Nicolaus Copernicus (1473–1543), der zur Durchsetzung des heliozentrischen Weltbildes durch seine Beobachtungen maßgeblich beitrug. Galileo Galilei (1564–1642), berühmt für seine Fallexperimente und die daraus abgeleiteten Gesetze der Bewegung, schuf die Grundlagen der Mechanik. Auch er setzte sich für die Lehre des Copernicus ein, musste jedoch im Alter auf Druck der Inquisition widerrufen. Ihm wird der trotzige Ausspruch zugeschrieben: „Und sie dreht sich doch.“ Sein Einsatz für die Anwendung der Mathematik in der Naturforschung hat die Entwicklung der Wissenschaften maßgeblich mitgeprägt: „Das große Buch der Natur liegt aufgeschlagen vor uns. Um es besser lesen zu können, bedürfen wir der Mathematik, denn es ist in mathematischer Sprache geschrieben“. In gleicher Weise gilt dies für Johannes Kepler (1571–1630), der Copernicus mit seinen Berechnungen bestätigte und die Anwendung der Mathematik vorantrieb: „Der menschliche Geist durchschaut quantitative Verhältnisse am klarsten; er ist recht eigentlich geschaffen, diese aufzufassen.“ Das Schaffen dieser Naturforscher lag überwiegend am Ende der Renaissance und leitete in die Neuzeit über, von der man sagen kann, dass sich die Philosophie wie auch die Naturwissenschaft endgültig von der Theologie emanzipiert hat.
Als weiteres Beispiel für das neue Denken kann das Schwimmen gelten. Wurde es im Mittelalter noch als unnatürlich angesehen und als Gottesurteil herangezogen, so führte der Philosophieprofessor Everad Digby in Cambridge biomechanische Schwimmexperimente im Wasser durch, diskutierte das spezifische Gewicht und entwickelte eine moderne Schwimmlehre, die (in französischer Übersetzung) die Grundlage der Schwimmausbildung der Armee Napoleon abgab. Es war die Zeit, in der für viele Sportarten Regeln und Gesetzmäßigkeiten entwickelt wurden.